# Portezuelo kommun, Spanien
Portezuelo är en kommun i Spanien.   Den ligger i provinsen Provincia de Cáceres och regionen Extremadura, i den centrala delen av landet, 250 km väster om huvudstaden Madrid. Antalet invånare är 264.